# Эмлонг, Томас
Томас Кеннеди «Том» Эмлонг (англ. Thomas Kennedy "Tom" Amlong; 15 июня 1935, Форт Нокс — 26 января 2009, Нью-Хейвен) — американский гребец, выступавший за сборную США по академической гребле в середине 1960-х годов. Чемпион летних Олимпийских игр в Токио, победитель и призёр регат национального значения.

## Биография
Томас Эмлонг родился 15 июня 1935 года на военной базе Форт-Нокс, штат Кентукки. Сын полковника Рансома Джорджа Эмлонга и Маргерет Кеннеди. Имеет сестру Мэри Диану и четверых братьев: Джона, Майкла, Рансома Джерома, Джозефа и Уильяма.
В 1946 году их семья переехала в Парк Хантли-Медоус в округе Фэрфакс, штат Виргиния, где находилась вплоть до 1950 года. Затем отца-военного перевели на службу в Бельгию, именно здесь в 1951 году в городе Льеж Том вместе со своим младшим братом Джо начал заниматься академической греблей. Братья отметились выступлениями в Германии, после чего были зачислены в 82-ю воздушно-десантную дивизию, где участвовали в спортивной программе, в частности направились в Вашингтон для подготовки на реке Потомак. Они пытались пройти отбор на Олимпийские игры 1956 года в Мельбурне, но на отборочных квалификационных соревнованиях выступили неудачно.
Томас Эмлонг занимался академической греблей во время учёбы в Мэрилендском университете в Колледж-Парке, из которого перевёлся в Виргинский университет. Затем проходил подготовку в лодочном клубе «Веспер» в Филадельфии.
Наивысшего успеха в гребле на международном уровне добился в сезоне 1964 года, когда вошёл в основной состав американской национальной сборной и благодаря череде удачных выступлений удостоился права защищать честь страны на летних Олимпийских играх в Токио. В составе экипажа-восьмёрки обошёл всех своих соперников в финальном заезде, в том числе главных фаворитов немцев, и завоевал золотую олимпийскую медаль.
Как и большинство своих братьев, Эмлонг пошёл по стопам отца и стал военным. Прослужил около 20 лет в Военно-воздушных силах США, участвовал во Вьетнамской войне, уйдя в отставку в звании капитана. В течение многих лет боролся с онкологическим заболеванием, полученным, предположительно, из-за воздействия агента «оранж» во Вьетнаме.
Был женат, имел троих дочерей.
Умер 26 января 2009 года в Нью-Хейвене в возрасте 73 лет.